# Медикаментозний аборт

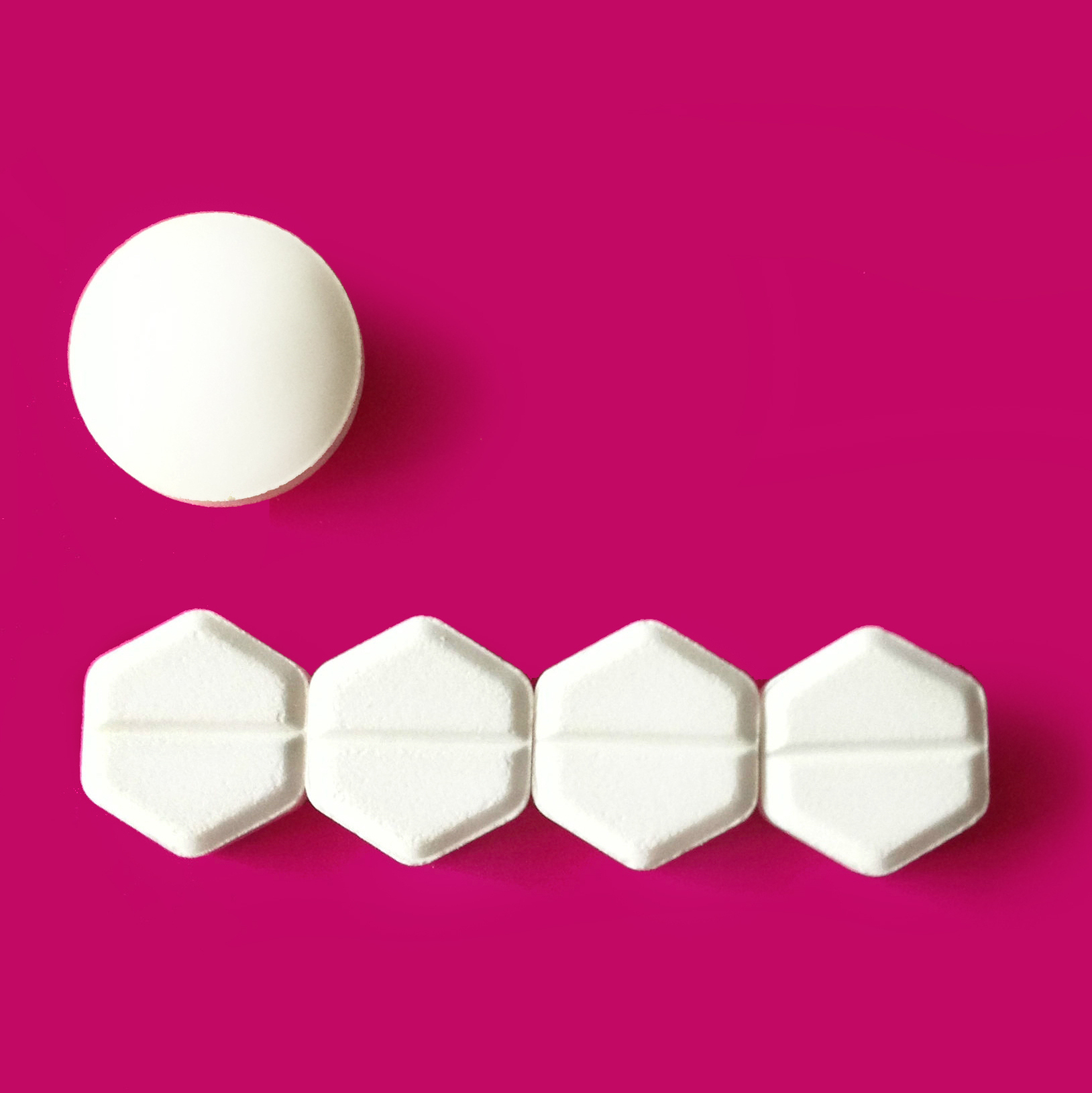
200 мг міфепристону та 800 мкг мізопростолу, типова схема раннього медикаментозного аборту

Медикаментозний аборт (фармаборт) — безпечний та ефективний метод штучного переривання небажаної вагітності на ранніх термінах (до 6—7 тижнів), що не потребує хірургічного втручання. Медикаментозний аборт викликає меншу кількість ускладнень порівнянно з вискоблюванням та вакуум-аспірацією.
Міжнародна організація Жінки на хвилях безкоштовно надає консультації (у тому числі й українською мовою) з використання медикаментів для аборту, а у разі потреби може надіслати відповідні ліки.

## Опис способу
Медикаментозний аборт може проводитися до 42 днів аменореї (42 днів від першого дня останньої менструації) при виявленні маткової вагітності. Найбільш ефективним медикаментозний аборт є на строках до 4 тижнів, коли плідне яйце ще слабко прикріплене до матки, та гормональна перебудова організму жінки не так сильно виражена.
Метод полягає в одноразовому прийомі в присутності лікаря 200 мг стероїдного препарату міфепристону, який провокує загибель плоду. Пов'язуючись з прогестероновими рецепторами, міфепристон блокує дію прогестерону, який стимулює ріст ендоментрія. При цьому відновлюється чутливість міометрію до окситоцину, збільшується дія простагладинів, міометрій починає посилено скорочуватися, що призводить до переривання вагітності. Через 36-48 годин після прийому міфегіну, пацієнтка приймає аналог простагландинів (мізопростол 400 мкг орально або гемепрост 1 мг вагінально), які комплектуються разом з міфепристоном. Під дією простагландинів матка скорочується, запускається механізм вигнання плоду.
Приймати препарати необхідно в присутності лікаря, пацієнтка повинна перебувати під наглядом медперсоналу мінімум 2 години після прийому препаратів. Через 36-48 годин пацієнтці слід пройти контрольне УЗД, а також через 8-14 днів прийти на гінекологічний огляд та повторне УЗД для того, щоб переконатися у повному вигнанні плоду з матки. У разі неповного аборту проводиться вакуум-аспірація або вискоблювання. Ефективність методу становить 80—99 %.

## Переваги
- Не потребує хірургічного втручання (якщо не розвиваються ускладнення).
- Відновлення менструальної функції зазвичай відбувається через 28-30 днів.
- З усіх способів переривання вагітності медикаментозний спосіб — найменш травматичний, при його застосуванні слизова оболонка матки залишається неушкодженою.

## Протипоказання
- Позаматкова вагітність.
- Запальні захворювання органів шлунково-кишкового тракту.
- Запальні захворювання матки та яєчників.
- Рубці, що залишилися на матці після операцій.

## Можливі ускладнення
- Прогресування вагітності (відторгнення не відбулося), неповний аборт.
- Маткові кровотечі, що потребують вискоблювання матки.
- Біль в області живота.
- Нудота, блювання.
- Іноді підвищений артеріальний тиск.
- Рідко алергічні реакції.

## Припинення процесу медикаментозного аборту
Існує спосіб зупинити процес медикаментозного аборту та зберегти вагітність після застосування міфепристону. Для цього під контролем лікаря застосовується прогестерон. Однак, цей спосіб слід застосовувати у можливі найкоротші строки (бажано протягом доби), і він не дає 100 % гарантії збереження вагітності.